# 서울위례별초등학교
서울위례별초등학교는 대한민국 서울특별시 송파구에 있는 공립 초등학교이다.

## 연혁
- 2016년 3월 1일 : 개교
- 2016년 3월 1일 : 서울형 혁신학교 신규지정[2]
- 2017년 2월 15일 : 제1회 졸업식 (남 23명, 여 24명 / 누계 47명 졸업)
- 2018년 2월 13일 : 제2회 졸업식 (남 82명, 여 79명 / 누계 208명 졸업)

## 참고 자료
- 서울위례별초등학교 - 한국교육학술정보원 학교알리미